# The Theatre Bizarre
The Theatre Bizarre és una pel·lícula de terror d'antologia estatunidenca del 2011. Els sis segments estan dirigits per Douglas Buck, Buddy Giovinazzo, David Gregory, Karim Hussain, Tom Savini i Richard Stanley. Els segments en que apareix Udo Kier van ser dirigits per Jeremy Kasten.

## Argument
La pel·lícula conté sis històries, cadascuna inspirada en el llegendari teatre Grand Guignol de París.
Les sis històries es presenten en un marc de connexió, "Teatre Guignol": Enola Penny està intrigada per un teatre abandonat del seu barri. Una nit la porta del teatre s'obre misteriosament i ella entra. Un presentador de titelles (o guinyol) presenta sis curtmetratges: "The Mother of Toads", "I Love You", "Wet Dreams", "The Accident", "Vision Stains" i "Sweets". A mesura que es mostra cadascun, l'amfitrió es torna més humà i l'Enola es torna més semblant a un titella.
Dels sis segments, "I Love You", "Wet Dreams" i "Sweets" coincideixen amb el gènere Grand Guignol: terror físic o psicològic conte cruel amb explicacions naturals, cínic, amoral, irònic, sexy o sangrient en combinacions.

### Primera història: The Mother of Toads
"The Mother of Toads" es basa en una història de terror sobrenatural de Clark Ashton Smith amb elements de l'obra de H.P. Lovecraft. Ambientada a França, la història tracta d'un antropòleg estatunidenc i la seva xicota que són víctimes d'una bruixa coneguda com la mare dels gripaus després que la bruixa els vengués un parell d'arracades Elder Sign i mostra el antropòleg una còpia del Necronomicon.

### Segona història: I Love You
"I Love You", ambientada a Berlín, tracta d'un home que es desperta al terra del bany amb taques de sang al voltant i talls profunds a la mà dreta. És un home obsessiu que segueix i truca constantment a la seva parella. La seva parella, una francesa, li anuncia que el deixa i que li ha estat infidel en moltes ocasions i fins i tot ha avortat sense que ell ho sàpiga. La naturalesa obsessiva de l'amor de l'home el porta a la seva condemna.

### Tercera història: Wet Dreams
A "Wet Dreams" un home relaciona amb el seu psiquiatre malsons recurrents sobre tortura i castració sovint a mans de la seva dona a qui ha traït i abusat.

### Quarta història: The Accident
A "The Accident" una mare i una filla petita condueixen per una carretera de muntanya i es troben amb una col·lisió fatal entre un motorista i un cérvol. Un altre motorista treu el cérvol que pateix de la seva misèria amb el seu ganivet. La mare respon de manera reflexiva i poètica a les preguntes de la seva filla sobre la naturalesa de la vida i la mort. La majoria dels crítics assenyalen que "The Accident" sembla fora de lloc, però molts el descriuen com el cor de la pel·lícula.

### Cinquena història: Vision Stains
"Vision Stains" tracta d'un escriptor/assassí en sèrie que no pot somiar. Extreu líquid dels ulls de les seves víctimes mentre moren i l'injecta al seu propi ull perquè pugui experimentar la vida dels altres mentre passen en els seus moments de mort. Després ho registra tot al seu diari. Finalment fa un pas més enllà, cosa que el deixa capaç de somiar per fi, però a un preu horrible.

### Sisena història: Sweets
"Sweets" és la història d'Estelle i Greg, un parell de fetitxistes de menjar que s'engorgen de dolços, i la seva ruptura, que acaba en una festa de culte gourmet amb Greg com a plat principal.

## Repartiment
- Udo Kier com a Peg Poet
- Virginia Newcomb com a Enola Penny
- Kaniehtiio Horn com a l’escriptor (segment "Vision Stains")
- Victoria Maurette com a Karina (segment "The Mother of Toads")
- Shane Woodward com a Martin (segment "The Mother of Toads")
- André Hennicke com a Axel (segment "I Love You")
- Suzan Anbeh com a Mo (segment "I Love You")
- James Gill com a Donnie (segment "Wet Dreams")
- Tom Savini com a Dr. Maurey (segment "Wet Dreams")
- Debbie Rochon com a Carla (segment "Wet Dreams")
- Lena Kleine com a la m are (segment "The Accident")
- Mélodie Simard com a la filla (segment "The Accident")
- Lindsay Goranson com a Estelle (segment "Sweets")
- Guilford Adams com a Greg (segment "Sweets")
- Jeff Dylan Graham com a Buzz (segment "Sweets")
- Lynn Lowry com a Mikela Da Vinci (segment "Sweets")

## Producció
La pel·lícula és una coproducció entre Severin Films dels Estats Units i Metaluna Productions amb seu a França.
A cada director se li va donar el mateix pressupost, calendari i directiva narrativa. A part d'això, els van donar via lliure per crear llurs segments de 10-20 minuts.
El segment de Richard Stanley és una adaptació del conte "Mother of Toads" de Clark Ashton Smith.

## Llançament
Quan la pel·lícula es va presentar al Festival Internacional de Cinema d'Oldenburg a Alemanya, es va informar que cinc persones es van desmaiar a les projeccions.

### Mitjans domèstics
La pel·lícula va ser estrenada en DVD per Image Entertainment el 24 d'abril de 2012, Image més tard va llançar la pel·lícula en Blu-ray el 3 de setembre de 2013.

## Recepció
A Rotten Tomatoes, la pel·lícula té una puntuació d'aprovació del 38% basada en 8 ressenyes, amb una mitjana ponderada de 4,7/10.
En un fragment de la crítica de la pel·lícula del 17 de juliol de 2011 Fangoria, escrita per Michael Gingold, diu: "Els molts sabors i tons diferents de The Theatre Bizarre, cortesia del molts talents diferents que van participar, vol dir que la pel·lícula hauria d'inspirar un debat animat entre els fans sobre les seves preferides entre les històries variades. Però, independentment de les vostres sensacions sobre aquest o aquell episodi individual, segur que trobareu prou com per garantir amb entusiasme recomanant la pel·lícula en general." Gareth Jones de Dread Central va puntuar la pel·lícula amb una puntuació d'1,5 sobre 5, i va escriure "La peça de cinema més interessant que es pot trobar entre totes de l'obra que s'ofereix aquí no és ni tan sols una pel·lícula de terror." Brett Gallman a Oh, the Horror! li va donar una crítica mixta, qualificant la pel·lícula de "desigual". Gallman va assenyalar que, tot i que la pel·lícula tenia alguns conceptes i actuacions de vegades excel·lents, molts dels segments de la pel·lícula "es presenten amb una estètica plana i digital que també els fa una mica poc atractius, visualment parlant".
Jason Coffman de Film Monthly va qualificar la pel·lícula de "una decepció aclaparadora", sentint que molts dels segments haurien d'haver-se concretat més. No obstant això, Coffman va elogiar "The Accident" de Douglas Buck com el segment més fort de la pel·lícula, qualificant-lo d’ "una bella obra". Jason Buchanan de TV Guide va donar a la pel·lícula 2/5 estrelles, i va escriure: "Tot i que és difícil recomanar The Theatre Bizarre en conjunt, almenys tres dels segments destacats són prou forts com per merèixer una mirada dels devots fans del terror, amb un d'ells destacant com una mini-obra mestra que transcendeix completament el gènere." John Anderson de Variety va donar a la pel·lícula una crítica majoritàriament positiva, escrivint: "Desviada, dement i de vegades deliciosa, The Theatre Bizarre ofereix un flashback al·lucinatori a l'època de màxima esplendor de l'horror omnibus alhora que es fa una declaració sobre l'art... No totes les entregues aquí poden ser tan bones com la següent, però cadascuna té les seves horribles virtuts, que poden ajudar el projecte a sortir de la camisa de força especial i envoltar-se d’un crossover atractiu."

## Premis
Premi als millors efectes especials al Buenos Aires Rojo Sangre de 2011.